# Dick Murunga
Dick Murunga, född den 22 april 1949 i Amagoro, Kenya, död 26 oktober 2018 i Nairobi, var en kenyansk boxare som tog OS-brons i welterviktsboxning 1972 i München. 
Murunga var grundare av Kenya Professional Boxing Association. Innan boxningskarriären arbetade han som officer inom Kenyas försvarsmakt.